# Dicranomyia (Dicranomyia) tinctipennis
Dicranomyia (Dicranomyia) tinctipennis is een tweevleugelige uit de familie steltmuggen (Limoniidae). De soort komt voor in het Oriëntaals gebied.